# Georges Thinès
Georges Thinès est un psychologue et un homme de lettres belge né le 10 février 1923 à Liège et décédé le 25 octobre 2016 à Court-Saint-Étienne.

## Biographie
Georges Thinès a été professeur à la faculté de psychologie de l'Université de Louvain. Spécialiste de psychologie animale et de l'éthologie, il s'inspire de la philosophie allemande dont surtout la phénoménologie. Il fut l'élève de Nikolaas Tinbergen. La phénoménologie lui a permis de mener un travail de psychologie expérimentale sans jamais évacuer la question du sens des choses observées et analysées. Il est récompensé par le prix Francqui en 1971.
Parallèlement, il mène un travail d'écriture (romans et poésie) qui lui vaut le prix Rossel de littérature pour Le Tramway des officiers en 1973. Il est membre de l'Académie royale de langue et de littérature françaises de Belgique.
Il a été en outre violoniste de l'orchestre de l'université de Louvain.
En 1999, il signe la pétition « Les Européens veulent la paix », initiée par le collectif Non à la guerre pour s'opposer à la guerre en Serbie.